# Jarosław Grykiel
Jarosław Paweł Grykiel – polski  prawnik, dr hab. nauk prawnych, profesor uczelni Katedry Prawa Cywilnego, Handlowego i Ubezpieczeniowego, oraz prodziekan Wydziału Prawa i Administracji Uniwersytetu im. Adama Mickiewicza w Poznaniu.

## Życiorys
W 2007 r. doktoryzował się na podstawie pracy zatytułowanej Prokura w świetle przepisów kodeksu cywilnego, której promotorem był prof. Adam Olejniczak, w 2018 r. otrzymał habilitację za pracę Uprawnienia wierzyciela z umowy przedwstępnej w razie jej niewykonania lub nienależytego wykonania przez dłużnika. Został zatrudniony na stanowisku adiunkta w Katedrze Prawa Cywilnego, Handlowego i Ubezpieczeniowego na Wydziale Prawa i Administracji Uniwersytetu im. Adama Mickiewicza.
Jest profesorem uczelni w Katedrze Prawa Cywilnego, Handlowego i Ubezpieczeniowego i prodziekanem na Wydziale Prawa i Administracji Uniwersytetu im. Adama Mickiewicza w Poznaniu, a także członkiem Rady Dyscypliny Naukowej – Nauk Prawnych Uniwersytetu im. Adama Mickiewicza w Poznaniu.